# Nemet váltók (X-akták)
A Nemet váltók az amerikai X-akták sci-fi sorozat 14. epizódja, melyet 1994. január 21-én mutattak be elsőnek.

## Cselekmény
Egy táncklubban egy fiatal nő, Marty, alkalmi szexre csábít el egy fiatal férfit. A férfi később meghal, Marty pedig férfiként hagyja el a szobát. Az FBI ügynökeit, Fox Muldert és Dana Scullyt a helyszínre hívják. Mulder úgy hisz, hogy a férfi halálát végzetes mennyiségű feromon okozta. Több hasonló gyilkosság esetében is az elkövető nem azonosítható. A helyszínen talált bizonyítékok egy Massachusetts-ben élő, amisok-hoz hasonló közösséghez vezeti a párost. Mulder Nemzetségnek nevezi őket.
Mulder megközelít néhányakat a Nemzetségből, de azok elkerülik őt. Közben Scully megismerkedik egyikükkel, Andrew testvérrel, aki nem szívesen beszél. Mikor a férfi kezet ráz vele, Scully elbűvöltnek tűnik, de nem fogja fel, amíg erre Mulder fel nem hívja a figyelmét. Az ügynökök meglátogatják a Nemzetség távoli közösségét, ahol megkérik őket, hogy adják át fegyvereiket megőrzésre, mielőtt belépnének. Muldert és Scullyt meghívják vacsorára. Mikor a Nemzetség megtagadja, hogy Scully kezelje Aaron testvért, egy beteg résztvevőt az asztalnál, Andrew testvér kijelenti, hogy a Nemzetség nem gondoskodik a sajátjaikról. Közben egy másik éjszakai klubban, egy férfi meggyőz egy nőt, hogy táncoljon vele, kezének megérintésével.
Mikor a Nemzetség a falun kivűlre kiséri az ügynököket, Mulder megjegyzi a gyermekek hiányát a közösségben és állítja, hogy néhány arcot felismert az 1930-as években készült fotókon. Kiváncsiságból éjszaka visszatér a faluba, ahol kántálást hall egy körmenet részeként, miközben a Nemzetség egy istállóba tart. Scullyt Andrew testvér vezeti, aki azt állítja, hogy információt tud adni a gyilkosról, akit ő Martin testvérnek nevez. Lent az istálló alatt a csoport látható, ahogy vizes agyagban fürdetik Aaron testvért. Mulder egy hasadékba bújik, ahol felfedezi, hogy a beteg férfit élve eltemették és elkezdett nőies formákat ölteni. Közben Andrew testvér Scully elcsábítására használja erejét. Képtelen ellenállni, a behódolás szélén áll, mielőtt Mulder segítségére siet. Az ügynököket együtt ismét kikísérik a faluból.
Egy másik férfi, Michel, aki Martin testvér női változatával szexel egy parkoló autóban, mielőtt egy járőr megzavarja őket. Michel hirtelen remegni kezd, a járőr Martin testvérre támad, aki férfivá változik és eltávozik. A férfi a kórházban vonakodva feltárja Muldernek és Scullynak, mikor a lányt, aki vele volt, kiszállni látta a kocsiból, már férfinak tűnt. A ügynököket riasztják, hogy az előző áldozat hitelkártyáját használták, amelyet Martin testvér lopott el. Az ügynökök egy sikátorba szorítják Martin testvért, csakhogy a Nemzetség megjelenik és elviszik őt. A következő reggel az ügynökök visszatérnek a Nemzetség lakhelyére, amely most elhagyottnak tűnik. Az alagút bejáratát fehér agyaggal zárták le. Mulder és Scully egy közeli mezőn sétál, ahol egy hatalmas gabonakört találnak, azt sugallva, hogy a Nemzetség tagjai földönkívüli idegenek.

## Érdekesség
A Martin testvér női változatát alakító Kate Twa még egyszer felbukkan a sorozatban, a második évad Szórt fény cimű epizódjában, amelyben Scully korábbi kolléganőjét alakítja.
A Michelt alakító Nicholas Lea a későbbiekben számos alkalommal előtérbe kerül a sorozat folyamán, Alex Krycek ismétlödő szerepét alakítva.